# JAPAN CUP 全国犬ぞり稚内大会

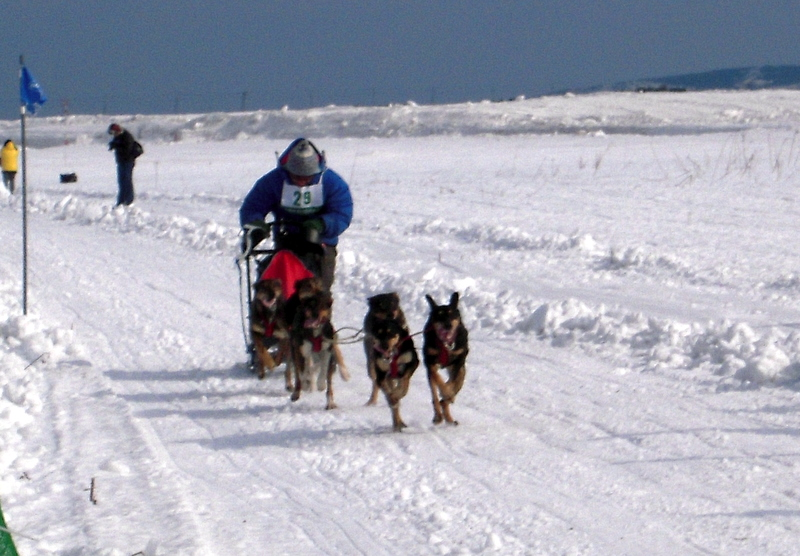
第27回大会・6頭引き

JAPAN CUP 全国犬ぞり稚内大会（ジャパンカップ ぜんこくいぬぞりわっかないたいかい）とは、北海道稚内市で毎年2月末頃に行われる、犬ぞりレースの全国大会である。

## 概要
南極物語に出演した樺太犬タロとジロが稚内市に寄贈されたことを記念して開催されるようになった犬ぞりレース大会。第1回大会は、1984年（昭和59年）3月、稚内公園で開催された。以降、毎年2月末頃に開催され、2014年2月に第31回大会が開催された。現在では、全国のマッシャーから「犬たちの甲子園」と呼ばれ憧れの大会となっている。
現在は、通常、2月の最終土日2日間に渡って開催される。レースは、1頭引き、2頭引き、3頭引き、4頭引き、6頭引きの各クラスに分かれている。シニア部門の真剣勝負だけでなく、ジュニア部門のレースや、観客が犬ぞりを体験できるコーナーもある。また、宗谷地方各地の飲食関係者が屋台を出しており、ここで食事をするのも楽しみの一つである。